# Гемінґвей спешал

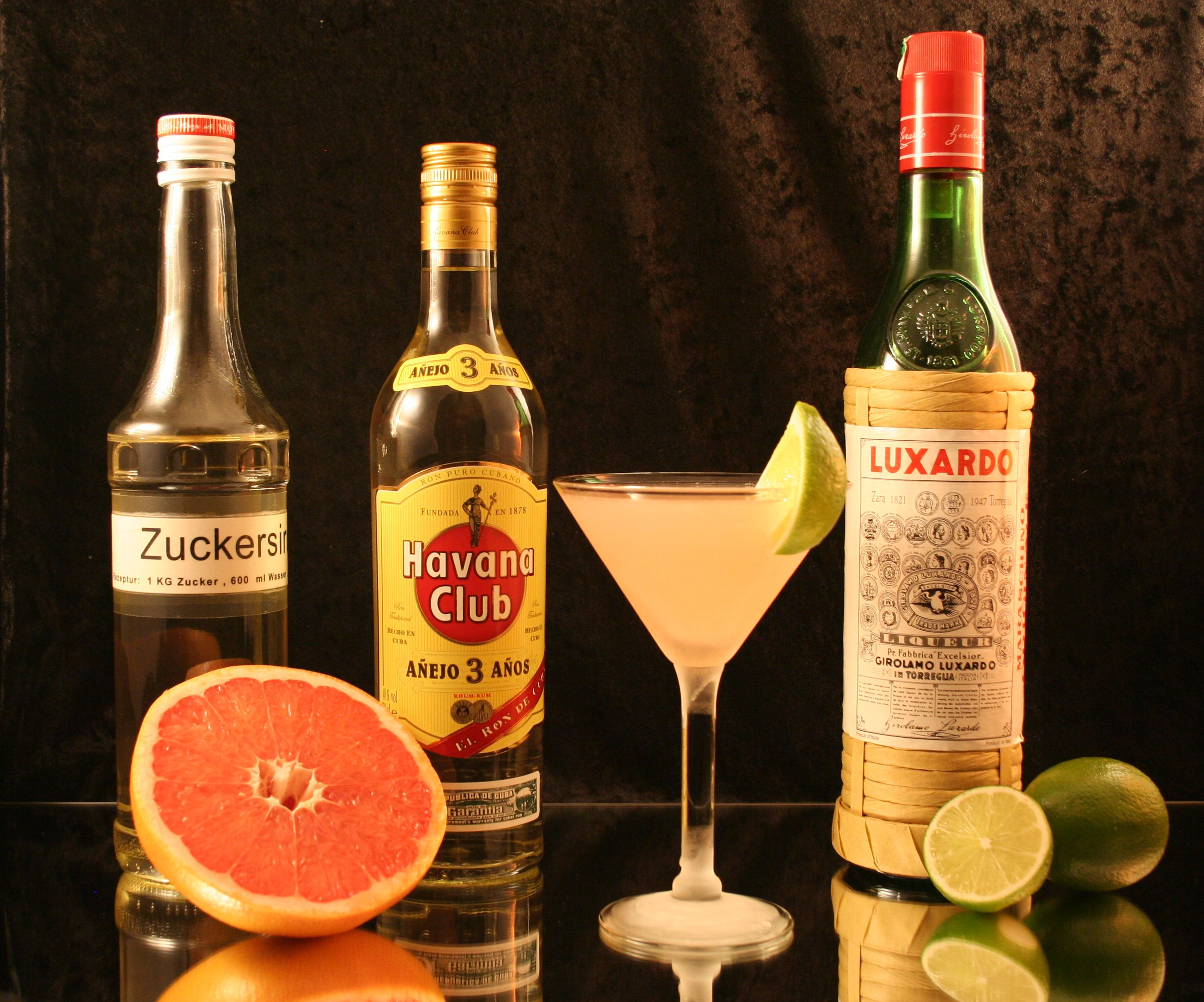
Коктейль Hemingway Special

Гемінґве́й спе́шал (англ. Hemingway Special) — коктейль на основі світлого рому, лікеру Мараскіно, грейпфрутового соку і соку лайма. Класифікується як коктейль на весь день (англ. All day cocktail). Належить до офіційних напоїв Міжнародної асоціації барменів, категорія «Сучасна класика» (англ. Contemporary classics).

## Спосіб приготування
Склад коктейлю «Hemingway Special»:
- світлий ром — 60 мл (6 cl),
- лікер Мараскіно — 15 мл (1,5 cl),
- грейпфрутовий сік — 40 мл (4 cl),
- сок лайма — 15 мл (1,5 cl).